# Tartelet
Tarteletter (af fransk) "lille tærte". I Frankrig tilberedes de typisk med frugt og anvendes til dessert eller mellemmåltider.
I Danmark er flere slags kødfyld udbredt. De klassiske tarteletfyld er:
- Kylling eller hamburgerryg med stuvede ærter og gulerødder
- Høns i asparges
- Rejer i asparges

Til højre på billedet ses en tartelet med fyld og cremefraiche i en linsedej som en dessert.
I Danmark laves tarteletter af butterdej som "skål" for fyldet.
Linsedej er en fast dej uden synlige luftlommer med et højt sukkerindhold til kolde desserter.
Madtartelleten laves af butterdej, som er meget luftig pga. de mangerullelag og uden sukker.
Den kendte danske kok Henrik Boserup siger: "Min gode ven Søren Gericke og jeg kunne godt finde på at åbne en tarteletrestaurant. Jeg synes, det er stærkt, at nogen tager tarteletten op igen. Den kan jo det samme som en burger – man kan få det hele i en mundfuld. Tarteletten er en container, hvor man kan have en lille lækkerbisken i."